# حمله شهریور ۱۳۹۶ کابل
حمله تروریستی سنبله ۱۳۹۶ کابل حمله مسلحانه‌ای بود که در مسجد امام زمان واقع در منطقه خیرخانه که مربوط به مردمان هزاره و شیعان کابل است رخ داد که در نتیجه آن دستکم ۲۸ تن کشته و ۵۰ تن دیگر زخمی شدند.

## جزئیات
حمله مسلحانه حوالی ساعت ۱:۳۰ دقیقه بعد ظهر روز جمعه ۳ سنبله/شهریور ۱۳۹۶ در حالی بوقوع پیوست که بسیاری از مردم غیرنظامی برای ادا نماز جمعه در مسجد امام زمان واقع در قلعه نجارهای منطقه خیرخانه کابل حضور داشتند. یک تن از ۴ مهاجمی که در این حمله دست داشتند خود را در ورودی مسجد منفجر و ۳ تن دیگر توانستند با از پای درآوردن نگهبانان مسجد به درون مسجد راه یابند و پس از تیراندازی و انفجار ده‌ها تن از نمازگزاران را گروگان گرفتند. با حضور نیروهای امنیتی در یک نبرد ۴ ساعته توانستند که مهاجمان را از پای درآورند و گروگان‌ها را آزاد کنند. نیروهای امنیتی توانستند یکی از مهاجمان که در حال فرار بود را دستگیر کنند.

### دستگیری سازمان دهندگان حمله
اداره امنیت ملی افغانستان بعدها در اعلامیه‌ای اعلام کرد که دو تن از عاملین این حمله را دستگیر کند.

## واکنش‌ها
- محمد اشرف غنی رئیس‌جمهور افغانستان ضمن محکوم کردن این حمله از عالمان دین خواسته تا صدای خود را در برابر این حملات بلند کنند.[۴]
- عبدالله عبدالله رئیس اجرائیه کشور، در اعلامیه‌ای این حمله را محکوم کرد.[۷]

## مسئولیت
داعش مسئولیت حمله به این مسجد را بر عهده گرفت.